# Dezomorfina
Dezomorfina – organiczny związek chemiczny, pochodna morfiny, różniąca się od niej brakiem grupy hydroksylowej i wiązania podwójnego. Ma działanie uspokajające i przeciwbólowe, jest ok. 8–10 razy silniejsza od morfiny. Tradycyjnie syntetyzowana z kodeiny.
Dezomorfina została opisana i opatentowana w 1932 roku w Stanach Zjednoczonych. Stała się popularna w Rosji w 2010 roku, gdzie jest otrzymywana domowymi sposobami z mieszaniny m.in. kodeiny, jodu i fosforu. Uzyskany w ten sposób narkotyk, tzw. krokodyl (ros. крокодил), ze względu na zanieczyszczenia i toksyczne związki powstałe w procesie produkcji, nieodwracalnie uszkadza organizm zażywającego, na skórze którego pojawiają się zielonkawe plamy spowodowane gniciem ciała. Po pewnym czasie występują również niegojące się rany, w które często wdaje się gangrena, doprowadzając do śmierci albo do konieczności amputacji mięśnia (o ile nie został on wcześniej dostatecznie zniszczony, aby nastąpiło samoistne oderwanie się od ścięgien i kości).

## Synteza
Synteza dezomorfiny z kodeiny